# Радетићи
Радетићи су насељено место у саставу општине Тињан у Истарској жупанији, Хрватска. До територијалне реорганизације у Хрватској налазили су се у саставу старе општине Пазин.

## Становништво
На попису становништва 2011. године, Радетићи су имали 210 становника.

## Попис1991.
На попису становништва 1991. године, насељено место Радетићи је имало 251 становника, следећег националног састава:
| Попис 1991.‍  | Попис 1991.‍  | Попис 1991.‍ | Попис 1991.‍ | Попис 1991.‍ |
| ------------ | ------------ | ----------- | ----------- | ----------- |
|              |              |             |             |             |
| Хрвати       | Хрвати       |             | 146         | 58,16%      |
| неопредељени | неопредељени |             | 8           | 3,18%       |
| регион. опр. | регион. опр. |             | 96          | 38,24%      |
| непознато    | непознато    |             | 1           | 0,39%       |
| укупно: 251  |              |             |             |             |